# Тадрини
Рід Тадри́н — київська купецька родина, відома в XVII—XVIII ст. Двоє представників родини — Федір Тадрина (у 1667–1677 рр.) та Ждан Тадрина (у 1677–1687 рр.) — були київськими війтами.
Федір Іванович Тадрина у 1650-ті рр. займав посаду бурмистра, а у 1667–1677 рр. був київським війтом. Його двір містився в парафії церкви Миколи Доброго. 
Син Федора Тадрини, Ждан Тадрина, успадкував посаду війта від батька, але дворів у нього було набагато більше — він скупив їх на Подолі близько 50. 
У 1687 році Ждан Тадрина царським указом усунутий з посади війта «за численні злотворні діла»: він відбирав товари у купців, проводив експропріаційні рейди по міщанських та церковних дворах і крамницях, змушував ремісників працювати задарма, вчиняв самосуд над міщанами. До переліку злочинів війта слідство додало й дикі вчинки його дружини, яка через ревнощі наказала закатувати до смерті дружин кількох київських бурмистрів.
Кияни з царського дозволу обрали нового війта Яна Биковського, на якого Тадрина одразу ж написав скаргу, виставляючи себе безневинною жертвою. Було призначене повторне розслідування, яке, втім, підтвердило попередні результати. Ждан Тадрина утік за недалекий польський кордон, а його київські маєтності перейшли у власність до брата Герасима, який згодом постригся у ченці, залишивши майно нащадкам. 
У 1740-ві рр. документи згадують біля Флорівського монастиря якусь «землю Тадринівську».